# Farm
Farm är i Sverige ofta en större lantbruksgård, ofta drivet i form av bolag, som specialiserat sig på viss typ av storskalig djuruppfödning, exempelvis pälsdjursfarm, strutsfarm och hönsfarm.

## Övrigt
Farm är den engelska benämningen på en lantbruksgård eller jordbruk koncentrerad till en lantbruksfastighet. Det svenska uttrycket jordbruk, i allmän betydelse att bearbeta mark för odling av olika grödor, benämns på engelska Farming och jordbruksmark, Farmland.